# آقبلاغ (مقاطعة دهغلان)
آقبلاغ (بالفارسية: آقبلاغ) هي قرية تقع في قسم قوري تشاي الريفي (مقاطعة دهغلان) في إيران. يقدر عدد سكانها بـ 67 نسمة.